# Franz Xaver Komarek (strojírna)
Franz Xaver Komarek byla firma ve Vídní X., (čtvrť Favoriten) na ulici Götzgasse 3, později na Quelengasse 55 (Quellenstrasse) .

## Zakladatel
Franz Xaver Komarek se narodil v Klagenfurtu 2. prosince 1846. Vypracoval se z malých poměrů. Ve své továrně ve Vídni-Favoritenu, kterou založil v roce 1879 vyráběl původně kamna, malé parní stroje a později i čerpací agregáty. Obecně známým se stal svými parními stroji pro železnice, které byly oblíbené zejména na dolnorakouských státních drahách. Na ostatní železnice nedokázaly proniknout. Předčasným úmrtím mu nebylo umožněno dosáhnout úspěchu i na dalších drahách. Zemřel ve Vídni 29. dubna 1906.

## Výstava
Na výstavě motorů ve Vídni a v Drážďanech v roce 1884 vystavoval Franz Xaver Komarek mobilní parní stroj. Arcivévoda Karl Ludwig se při návštěvě 29. července 1884 zastavil i v oddělení parních strojů. Jak psaly tehdejší noviny, arcivévoda poctil majitele firmy Wiener Maschinenfabrik F. X. Komarek pana Ing. Komarka delším rozhovorem.

## Úpadek
V listopadu roku 1907 bylo na firmu vyhlášeno šestiměsíční moratorium. Vídeňský obchodní soud uvalil na jmění firmy F. X. Komarek, strojírna ve Vídni X. konkurs. Pasiva byla 1 milion Korun. Z toho připadalo půl milionu na hypoteční dluhy, ostatní na dluhy za dodané zboží rakouskými železárenskými firmami. Úředně byla firma zlikvidována v roce 1909. Po smrti Franze Xavera Komarka zastupoval firmu do skončení dědického řízení Franz Pawliczek, prokurista.

## Výroba
Firma Franz Xaver Komarek vyráběla kamna, později malé parní stroje a čerpadla.
V roce 1885 byl v provozu parní stroj, který dodala firma opravárenským dílnám na nádraží Neu-Sandez  c. k. Rakouských státních drah. Jednalo se o motor s výkonem 15 koňských sil při 80 otáčkách za minutu. Válec měl vrtání 340 mm a zdvih 400 mm. Kotel byl svislý a stál na litinovém zásobníku, který sloužil jako předehřívač vody a sedimentační nádrž. Žhavé plyny z topeniště proudily středem kotle a předávaly tepelnou energii vodě v kotli. Voda obklopovala kouřovod po celém obvodu a navíc cirkulovala vodorovnými měděnými varnými trubkami, které diagonálně procházely „komínem" v několika úrovních. Topná plocha kotle byla 19 m³, povolený tlak 6 atmosfér. Válcový plášť kotle bylo možné demontovat, a tím umožnit čištění nebo opravy. 
V roce 1900 zaměstnávala firma 60 dělníků a tři inženýry: Ing. Komarek, Ing. Pawlicek.
Dne 18. června 1896 si Franz Xaver Komarek nechal patentovat Zařízení na praní písku a štěrku (91364)
Od roku 1902 firma vyráběla kotly pro parní motorové vozy, které si Franz Xaver Komarek nechal patentovat v USA jako „Parní kotel" (STEAM-BOILER) pod číslem US742335A. Podstatou vynálezu byly silnostěnné trubky stočené do spirály kolem kouřovodu. Patent chránil i řešení, že bylo v kotli několik spirál soustředně umístěných. V trubkách spirál (hadů) cirkulovala voda, na rozdíl od konstrukcí, kde naopak žhavé plyny procházely trubkami (žárovnicemi).
Franz Xaver Komarek podal další přihlášky patentů:
- dne 30. ledna 1903 - Vylepšení parního kotle (Improvements in Steam Boilers) GB190302282A[17]
- dne 31. ledna 1903 - Sekční parní kotel pro vysoké tlaky, s přehřívačem, pro vozidla všech typů a další použití (Chaudière à vapeur à sections pour hautes pressions, avec surchauffeur, pour véhicules de tous genres et autres applications) - FR328979A
- dne 27, března 1903 - Sekční parní kotel (Sektions-Dampfkessel) - AT18649TA
- dne 17. dubna 1903 - Sekční parní kotel (Sektionsdampfkessel) - CH28568A
- dne 18. ledna 1904 - Parní kotel (Dampfkessel) - AT22468B
- dne 30. června 1904 - Parní kotel s vodním potrubím zabudovaným do topeniště (Dampfkessel mit in die Feuerbüchse eingebauten Wasserrohren) - AT25613B
- dne 18. července 1905 - Parní kotel s vodními trubkami umístěnými v topeništi (Dampfkessel mit in der Feuerbüchse angeordneten Wasserrohren) - AT25607B
- dne 20. ledna 1906 - Parní kotel s vodními trubkami uspořádanými v topeništi Dampfkessel mit in einer Feuerbüchse angeordneten Wasserrohren - CH36209A
- dne 1. února 1906 - Parní kotel s topeništěm (Chaudière à vapeur avec boite à feu) - FR362941A

V roce 1905 vyrobila kotel nové konstrukce. Nejprestižnějším výrobkem byly parní motorové vozy, které měly velký obchodní úspěch.
Hromadění kalu a dalších nečistot ve spodní vodorovné části kotelních trubek vedlo po čase к jejich ucpávání a poškozování žárem. Firma F. X. Komárek reagovala na problém nabídkou jednoduchého čisticího aparátu sestávajícího z ocelového lanka s ručním pohonem.
Firma F. X. Komárek vyvinula v roce 1908 přístroj pro udržení čistoty kotelních trubek.

## Nákladní automobil
V roce 1902 testovala armáda během vojenských manévrů tři nákladní automobily: automobil Wyner s parním strojem Komarek, parní automobil Fowler a benzínový automobil Daimler. První dva zmiňované automobily byly přidělené k mobilnímu polnímu oddílu pěší divize a měli na starosti dopravu mouky a zásobování chlebem. Vůz systému Komárek měl hmotnost 3 700 kg a povolené zatížení 5 000 kg. Při testování byly zjištěny konstrukční nedostatky.

## Rakousko, Slezsko
Ing. Josef Fogowitz, stavitel Mariazellerbahn a od roku 1902 ředitel dolnorakouského státního železničního úřadu, počítal s využitím parních vozů pro méně frekventované tratě. Protože etablovaní výrobci lokomotiv reagovali skepticky nebo dokonce odmítavě, obrátil se Fogowitz na Komárka. Inženýr Pawliczek vyprojektoval drezínu o výkonu 30 k, kolové uspořádání dle rakouského systému A1n2v (jedna hnaná a jedna nehnaná náprava, mokrá pára, dva válce, sdružený stroj) Parní vozy o výkonu 30 k jsou testovány na místní trati St. Pölten - Kirchberg - Mank dolnorakouských státních drah. Po úspěšných zkouškách ředitel Fogowitz objednal další tři motorové vozy (výrobní číslo 10 - 12) se zvýšeným výkonem 50 koní.
Dne 1. května 1903 byla zahájena osobní doprava motorovými vozy výrobní číslo 1 a 2 na úzkokolejné místní trati St. Pölten - Kirchberg - Mank, neboli Pielachtalbahnu. Cestující ocenili první jízdu potleskem nejen kvůli skutečnosti, že byla zdarma, ale i pro kratší jízdní dobu ve srovnání se smíšenými vlaky.
Na dolnorakouské státní místní dráze Gätzensdorf - Gaunersdorf (dnes Gaweistal) jezdily od 28. listopadu 1903 dva motorové vozy standardního rozchodu o hmotnosti 21 tun s dvěma osobními a jedním nákladním přípojným vozem. Motorový vůz Komárek měl dva kotle, přičemž každý vyžadoval obsluhu jednoho člověka. Souprava neměla průběžnou brzdu a při zpáteční jízdě z cílové stanice bylo při couvání zapotřebí čtyř pracovníků.
Ještě v roce 1903 objednaly Dolnorakouské státní dráhy tři velké vozy Komarek (č. 42 - 44) s nápravovým uspořádáním 1Bn2t ((dvě hnané a jedna nehnaná náprava, mokrá pára, dva válce, tendr) a výkonem 100 koní. Skládaly se z malé tendrové lokomotivy s podepřeným osobním vozem (se zavazadlovým prostorem).
Dne 13. října 1903 v 5:55 vyjel v Bohumíně do pravidelného provozu parní motorový vůz systém Komarek. Kapacita přepravovaných osob se dala zvětšit přívěsnými vozy. Den před zahájením dopravy zkontroloval bezpečnost zemský prezident vévoda Thun-Hoheistein. Po roce provozu se ukázalo, že nasazení vozu Komarek místo koňského spřežení bylo správným rozhodnutím. Spotřeba koksu se ustálila na 15 kilogramech na kilometr. Vlak sestávající ze dvou vozů byl schopen bez problémů přepravit přes 100 osob maximální, oficiálně schválenou rychlostí 30 km/h. V prvním roce provozu bylo přepraveno 142 317 osob. Pozdější statistiky uváděly 116 120 osob. Nejvyšší denní výkon 1 340 osob byl zaznamenán 31. července 1904, kdy sbor dobrovolných hasičů pořádal velkou slavnost.
Od 1. května 1906 probíhal zkušební provoz na příměstské trati vídeňské městské dráhy. Zkoušek se zúčastnily motorové vozy systémů de Dion-Bouton, Turgan Foy, Stolz a Komarek a také dvě lehké lokomotivy. Jedna lokomotiva jezdila na ropu a druhá byla vybavena automatickým přikládáním uhlí. Zkušební provoz skončil 31. října pouze s motorovým voze Komarek a naftovou lokomotivou. Další stroje byly vyřazeny kvůli nedodržování jízdního řádu a častým poruchám. Motorový vůz Komarek a jeho přívěsný vůz obsluhovali čtyři muži, počet míst sezení byl 83. Naftová lokomotiva měla dva vagony s 98 místy k sezení, posádku bylo možno zredukovat na dva pracovníky. Motorový vůz Komarek byl při stejném obsazení cestujícími dražší o 8 haléřů na kilometr.
Po zestátnění Severní dráhy císaře Ferdinanda zakoupila Správa státních drah motorový vůz Komárek, který byl ve dvou ročních obdobích zkušebně nasazen na příměstské trati Vídeňské městské dráhy, a který se osvědčil jako jediný z experimentálně testovaných motorových vozidel. Tento vůz a několik dalších motorových vozů, která byla zkušebně nasazena v provozu na státních místních železničních tratích byl dán k dispozici Severní dráze. Na vedlejších tratích, jako Bílsko-Bělá, byla velká hustota osobní dopravy, která vyžadovala hustší vlakový sled. Nasazením motorových vozů se vyřešila nedostatečná doprava v této oblasti a motorové vozy zde byly nejracionálněji využity.

## České země
V roce 1903 byl systém Komarek úspěšný u Správy státních drah i u Dolnorakouských drah. Zemský výbor království Českého se rozhodl objednat dva vozy pro tehdy ještě rozestavěnou místní dráhu Česká Kamenice – Kamenický Šenov – Česká Lípa u firmy Ringhoffer. Tyto vozy byly určeny pro společnost Česká severní dráha a byly dodány v roce 1904. Vozy se neosvědčily kvůli strmým stoupáním. Vozy převzaly Císařsko-královské státní dráhy, nechaly vyměnit kotle Komarek za kotle Komarek / Allison a nasadily je na vhodnější tratě. Vůz, který byl po rekonstrukci označen jako kkStB 1.002 jezdil na trati Čerčany - Modřany - Dobříš a od roku 1910 na trati Opočno–Dobruška. V roce 1923 zavedlo u ČSD značení lokomotivy podle Kryšpína a vůz dostal označení M124.002. V roce 1939 praskla šoupátková tyč, vůz byl vyřazen z provozu a došlo k jeho oficiálnímu zrušení.
Vůz kkStB 1.001 jezdil na trati Louny - Libochovice, kde byla celoročně poměrně pravidelná osobní doprava. Nákladní doprava byla vytížena hlavně v době řepné kampaně, a proto bylo rozhodnuto o jejím oddělení od osobní dopravy. Parní vozy Komarek jezdily třikrát denně v obou směrech, s náklady 25 haléřů na kilometr oproti 43,3 haléřům u vlaků s parními lokomotivami. S přívěsem o hmotnosti 17 tun jely parní vozy Komarek rychlostí 28 km/h ve stoupání 17‰. Maximální rychlost byla 50 km/h. Vůz M124.001 byl z trati Louny - Libochovice přeřazen na trať Opočno–Dobruška, aby nahradil vyřazený vůz M124.002. Zde jezdil do roku 1946; v roce 1947 byl předán Národnímu technickému muzeu.
Po zkušenostech na trati Česká Kamenice – Kamenický Šenov – Česká Lípa bylo zarážející, že v roce 1906 probíhala jednání mezi Ministerstvem drah a Ředitelstvím státních drah v Praze o zavedení parních motorových vozů na 24 km dlouhé místní dráze Jilemnice - Rokytnice nad Jizerou, která se vyznačovala množstvím směrových oblouků. Měl být nasazen parní motorový vůz, ke kterému měl být připojen osobní vůz a poštovní vůz. Noviny psaly, že to bude stejný vůz, jako jezdil na trati Louny - Libochovice, ale přitom uváděly, že bude použit parostrojní vůz systému Karl Marek. Další noviny uváděly, že na trati Louny - Libochovice jezdil motorový vůz Serpollet.
V neděli dne 29. září 1912 o půl jedenácté vybuchla ve výtopně Závodní dráhy Vítkovice olejová nádrž umístěná pod motorovým vozem pro osobní dopravu systém Komárek. Motorový vůz byl opravován po předchozím poškození a již 30. září měl být opět uveden do provozu. Výbuch usmrtil tři dělníky pracující na voze. Náčelník stanice přišel o nohu, strojvedoucí utrpěl těžké zranění, dalších šest pracovníků utrpělo zranění lehká.
Na místo incidentu se dostavila vyšetřovací komise, která vyslovila podezření, že při poškozeném těsnění mohl unikat plyn, který vybuchl při styku s otevřeným ohněm. Hmotné škody byly rozsáhlé, cca ve výši 50 00 Korun. Těžce poškozen byl nejen motorový vůz, ale i výtopna.
Generální ředitelství firmy Vítkovické železárny převzalo s různými úpravami projekt z Vítkovic do Zábřehu nad Odrou z roku 1901 až 1904. Realizovalo jej od elektrocentrály do Zábřehu. s vlečkou do vlastních pískoven. Tento úsek byl otevřen pro veřejnou dopravu v květnu 1913 jako malodráha (Kleinbahn). Provoz zajišťovala závodní železniční společnost. V roce 1912 bylo přepraveno 237 554 osob, a to jak dvěma parními vozy systému Komarek, tak parními lokomotivami s osobními vozy.
V Ostravě název firmy Komarek zlidověl na Komárek, resp. „komárek"  a označovaly se jím parní motorové vozy a později i elektrické tramvaje. V Peroutkově plánu Moravské Ostravy z roku 1929 je železniční (tramvajová) trať z Vítkovic do Zábřehu nad Odrou označena jako Malodráha Vítkovice Zábřeh Komárek. Také vlastivědný časopis Těšínsko v roce 1982 psal o Vítkovické závodní dráze „Komárek".
Na tělese zrušené železniční trať Žabokliky – Březno u Chomutova byla postavena úzkorozchodná trať z Dolu Karl do Března. Na této trati jezdila lokomotiva postavená za použití stojatého kotle a parního pohonu z parní tramvaje vyrobené v roce 1906 ve strojírně Franz Xaver Komarek.

## Současnost
V České republice se nacházejí dva vozy, o kterých se mluví jako o vozu Komarek:
- Parní vůz M 124.001, majetek Národního technického muzea v Praze. Vyrobeny dva kusy v roce 1903 firmou Ringhofferovy závody a. s. (Ringhoffer-Werke A.G.) Vůz poháněl parní stroj firmy F. X. Komarek, po rekonstrukci Allison. Přezdívku vozy získaly po výrobci kotle a parního stroje.
- Tramvajový motorový vůz č. 94,[45] majetek Dopravního podniku Ostrava. Vyrobeno celkem 16 kusů firmou Vítkovické železárny Ostrava-Vítkovice. Vůz poháněly 2 elektromotory firmy Českomoravská–Kolben–Daněk. Přezdívku vozy zdědily od svých parních předchůdců, které jezdily po stejné trati.